# Erwin Koffi
Erwin Koffi (Parigi, 10 gennaio 1995) è un calciatore francese, difensore del Guingamp.

## Carriera
Ha giocato 13 partite nella prima divisione francese con il Lorient e 42 partite nella prima divisione cipriota con l'Anorthōsis.